# Discographie des Spice Girls
 (août 2022).
La mise en forme du texte ne suit pas les recommandations de Wikipédia : il faut le « wikifier ».
Les points d'amélioration suivants sont les cas les plus fréquents. Le détail des points à revoir est peut-être précisé sur la page de discussion.
- Les titres sont pré-formatés par le logiciel. Ils ne sont ni en capitales, ni en gras.
- Le texte ne doit pas être écrit en capitales (les noms de famille non plus), ni en gras, ni en italique, ni en « petit »…
- Le gras n'est utilisé que pour surligner le titre de l'article dans l'introduction, une seule fois.
- L'italique est rarement utilisé : mots en langue étrangère, titres d'œuvres, noms de bateaux, etc.
- Les citations ne sont pas en italique mais en corps de texte normal. Elles sont entourées par des guillemets français : « et ».
- Les listes à puces sont à éviter, des paragraphes rédigés étant largement préférés. Les tableaux sont à réserver à la présentation de données structurées (résultats, etc.).
- Les appels de note de bas de page (petits chiffres en exposant, introduits par l'outil «  Source ») sont à placer entre la fin de phrase et le point final[comme ça].
- Les liens internes (vers d'autres articles de Wikipédia) sont à choisir avec parcimonie. Créez des liens vers des articles approfondissant le sujet. Les termes génériques sans rapport avec le sujet sont à éviter, ainsi que les répétitions de liens vers un même terme.
- Les liens externes sont à placer uniquement dans une section « Liens externes », à la fin de l'article. Ces liens sont à choisir avec parcimonie suivant les règles définies. Si un lien sert de source à l'article, son insertion dans le texte est à faire par les notes de bas de page.
- La présentation des références doit suivre les conventions bibliographiques. Il est recommandé d'utiliser les modèles {{Ouvrage}}, {{Chapitre}}, {{Article}}, {{Lien web}} et/ou {{Bibliographie}}. Le mode d'édition visuel peut mettre en forme automatiquement les références.
- Insérer une infobox (cadre d'informations à droite) n'est pas obligatoire pour parachever la mise en page.

Pour une aide détaillée, merci de consulter Aide:Wikification.
Si vous pensez que ces points ont été résolus, vous pouvez retirer ce bandeau et améliorer la mise en forme d'un autre article.
Le girls band anglais Spice Girls a sorti 3 albums studios, 1 compilation, 11 singles et 18 clip. Formé en 1994, le groupe était composé de 5 chanteuses : Geri Halliwell ("Ginger Spice"), Emma Bunton ("Baby Spice"), Melanie Brown ("Scary Spice"), Melanie Chisholm ("Sporty Spice") et Victoria Beckham ("Posh Spice").
Le premier single des Spice Girls, "Wannabe", est sorti sous le label Virgin Records au Royaume-Uni en juillet 1996. Il a été classé numéro 1 dans 31 pays à travers le monde et est devenu la plus grosse vente d’un premier single à travers le monde de tous les temps. Au Royaume-Uni, le titre est resté classé au top 10 UK pendant sept semaines et a été vendu à plus de six millions d’exemplaires à travers le monde,. Il est resté également trois semaines dans le Billboard Hot 100 des États-Unis en février 1997. Les singles suivants "Say You'll Be There" et "2 Become 1" ont également été classé numéro 1 au Royaume-Uni et dans le top 5 dans la plupart des pays européen et aux États-Unis. Le premier album du groupe, Spice, est sorti au Royaume-Uni en novembre 1996 et connu un succès mondiale, vendu à deux millions d’exemplaires durant la première semaine et à 10 millions d’exemplaires les sept mois suivants. Finalement, Spice a été vendu à plus de 23 millions d’exemplaires à travers le monde, et a été certifié dix fois disque de platine par le British Phonographic Industry (BPI) au Royaume-Uni,. Le quatrième single édité est un double single : "Mama"/"Who Do You Think You Are" qui fut également classé numéro 1 au Royaume-Uni.

## Albums
| Année | Nom                          | Classement             | Classement             | Classement        | Classement             | Classement                     | Classement       | Classement             | Classement           | Classement          | Classement           | Classement            | Classement        | Classement           | Classement            | Classement          | Classement           | Classement             | Classement           | Classement              | Classement           |
| Année | Nom                          | Drapeau du Royaume-Uni | Drapeau des États-Unis | Drapeau du Canada | Drapeau de l'Australie | Drapeau de la Nouvelle-Zélande | Drapeau du Japon | Drapeau de l'Allemagne | Drapeau de la France | Drapeau de l'Italie | Drapeau de la Suisse | Drapeau de l'Autriche | Drapeau du Brésil | Drapeau de l'Espagne | Drapeau de la Norvège | Drapeau de la Suède | Drapeau des Pays-Bas | Drapeau de la Finlande | Drapeau de l'Irlande | Drapeau des Philippines | Drapeau de la Russie |
| ----- | ---------------------------- | ---------------------- | ---------------------- | ----------------- | ---------------------- | ------------------------------ | ---------------- | ---------------------- | -------------------- | ------------------- | -------------------- | --------------------- | ----------------- | -------------------- | --------------------- | ------------------- | -------------------- | ---------------------- | -------------------- | ----------------------- | -------------------- |
| 1996  | Spice - 1er album studio     | 1                      | 1                      | 1                 | 3                      | 1                              | 4                | 6                      | 1                    | 2                   | 1                    | 1                     | 1                 | 1                    | 1                     | 1                   | 1                    | 4                      | 1                    | 1                       | 3                    |
| 1997  | Spiceworld - 2e album studio | 1                      | 1                      | 2                 | 1                      | 1                              | 2                | 4                      | 2                    | 1                   | 2                    | 1                     | 1                 | 3                    | 1                     | 3                   | 1                    | 1                      | 1                    | 1                       | 3                    |
| 2000  | Forever - 3e album studio    | 2                      | 9                      | 6                 | 9                      | 5                              | 2                | 6                      | 13                   | 11                  | 1                    | 10                    | 1                 | 26                   | 26                    | 24                  | 1                    | 12                     | 5                    | 1                       | 5                    |
| 2007  | Greatest Hits - 1er best-of  | 2                      | 23                     | 11                | 1                      | 5                              | 8                | 26                     | 21                   | 10                  | 22                   | 14                    | 3                 | 13                   | 11                    | 20                  | 33                   | —                      | 5                    | 1                       | 15                   |

## Singles
| Année | Nom                                 | Classement             | Classement           | Classement             | Classement        | Classement             | Classement           | Classement          | Classement            | Classement           | Classement           | Classement          | Classement             | Classement             | Classement                     | Classement              | Classement           | Album         |
| Année | Nom                                 | Drapeau du Royaume-Uni | Drapeau de l'Irlande | Drapeau des États-Unis | Drapeau du Canada | Drapeau de l'Allemagne | Drapeau de la France | Drapeau de l'Italie | Drapeau de l'Autriche | Drapeau de l'Espagne | Drapeau de la Suisse | Drapeau de la Suède | Drapeau de la Finlande | Drapeau de l'Australie | Drapeau de la Nouvelle-Zélande | Drapeau des Philippines | Drapeau de la Russie | Album         |
| ----- | ----------------------------------- | ---------------------- | -------------------- | ---------------------- | ----------------- | ---------------------- | -------------------- | ------------------- | --------------------- | -------------------- | -------------------- | ------------------- | ---------------------- | ---------------------- | ------------------------------ | ----------------------- | -------------------- | ------------- |
| 1996  | "Wannabe"                           | 1                      | 1                    | 1                      | 1                 | 1                      | 1                    | 1                   | 1                     | 1                    | 1                    | 1                   | 1                      | 1                      | 1                              | 1                       | 1                    | Spice         |
| 1996  | "Say You'll Be There"               | 1                      | 1                    | 3                      | 1                 | 6                      | 2                    | 5                   | 1                     | 2                    | 4                    | 1                   | 1                      | 1                      | 2                              | 1                       | 3                    | Spice         |
| 1996  | "2 Become 1"                        | 1                      | 1                    | 4                      | 2                 | 9                      | 3                    | 6                   | 9                     | 1                    | 10                   | 7                   | 9                      | 2                      | 3                              | 1                       | 3                    | Spice         |
| 1997  | "Who Do You Think You Are"          | 1                      | 1                    | ~                      | ~                 | ~                      | ~                    | ~                   | ~                     | ~                    | 6                    | 5                   | ~                      | 13                     | 6                              | ~                       | 3                    | Spice         |
| 1997  | "Mama"                              | --                     | --                   | --                     | --                | 4                      | --                   | 10                  | 1                     | --                   | --                   | --                  | 15                     | --                     | --                             | 1                       | --                   | Spice         |
| 1997  | "Who Do You Think You Are"          | --                     | --                   | --                     | --                | 22                     | 16                   | 26                  | --                    | --                   | --                   | --                  | --                     | --                     | --                             | 1                       | --                   | Spice         |
| 1997  | "Spice Up Your Life"                | 1                      | 2                    | 18                     | 2                 | 14                     | 5                    | 8                   | 12                    | 4                    | 5                    | 2                   | 2                      | 8                      | 2                              | 1                       | 7                    | Spiceworld    |
| 1997  | "Too Much"                          | 1                      | 4                    | 9                      | 9                 | 21                     | 20                   | 10                  | 15                    | 9                    | 18                   | 18                  | 3                      | 9                      | 9                              | 1                       | 8                    | Spiceworld    |
| 1998  | "Stop"                              | 2                      | 3                    | 16                     | 3                 | 35                     | 12                   | 15                  | 12                    | ~                    | 20                   | 8                   | 6                      | 5                      | 9                              | 1                       | 1                    | Spiceworld    |
| 1998  | "Viva Forever"                      | 1                      | 2                    | ~                      | ~                 | 4                      | 18                   | 2                   | 4                     | ~                    | 3                    | 6                   | ~                      | 2                      | 1                              | 1                       | 1                    | Spiceworld    |
| 1998  | "Goodbye"                           | 1                      | 1                    | 11                     | 1                 | 17                     | 8                    | 1                   | 13                    | 8                    | 8                    | 2                   | 2                      | 3                      | 1                              | 1                       | 1                    | Forever       |
| 2000  | "Let Love Lead the Way"             | 1                      | 3                    | --                     | --                | 17                     | 44                   | --                  | 24                    | 5                    | --                   | --                  | --                     | 2                      | 2                              | --                      | 8                    | Forever       |
| 2000  | "Holler"                            | --                     | --                   | 107                    | 2                 | --                     | --                   | 3                   | --                    | --                   | 15                   | 8                   | 6                      | --                     | --                             | 1                       | --                   | Forever       |
| 2000  | "Let Love Lead the Way"             | --                     | --                   | --                     | 5                 | --                     | --                   | 31                  | --                    | --                   | ~                    | ~                   | ~                      | --                     | --                             | 1                       | --                   | Forever       |
| 2007  | "Headlines (Friendship Never Ends)" | 11                     | 29                   | 90                     | 42                | 46                     | ~                    | 2                   | ~                     | 2                    | ~                    | 3                   | ~                      | 74                     | ~                              | 5                       | 8                    | Greatest Hits |

## B-Sides
| Année | Nom                                                               | Single                          |
| ----- | ----------------------------------------------------------------- | ------------------------------- |
| 1996  | "Bumper to Bumper"                                                | Wannabe                         |
| 1996  | "Take Me Home"                                                    | Say You'll Be There             |
| 1996  | "One of These Girls"                                              | 2 Become 1                      |
| 1996  | "Sleigh Ride"                                                     | 2 Become 1                      |
| 1997  | "Baby Come Round"                                                 | Mama / Who Do You Think You Are |
| 1997  | "Spice Invaders"                                                  | Spice Up Your Life              |
| 1997  | "Outer Space Girls"                                               | Too Much                        |
| 1997  | "Walk of Life"                                                    | Too Much                        |
| 1998  | "Ain't No Stoppin' Us Now" with Luther Vandross                   | Stop                            |
| 1998  | "Christmas Wrapping"                                              | Goodbye                         |
| 1998  | "Sisters (Are Doin' It For Themselves)" (Live at Wembley Stadium) | Goodbye                         |
| 1998  | "We Are Family"                                                   | Goodbye                         |

### Autres
| Année | Nom                                            | Notes |
| ----- | ---------------------------------------------- | --- |
| 1997  | "Move Over"                                    | CD exclusif par Pepsi |
| 1998  | "(How Does It Feel to Be) On Top of the World" | Single pour la Coupe du Monde 1998 par un collectif d'artistes (regroupés sous le nom England United): Spice Girls, Echo and the Bunnymen, Space et Ocean Colour Scene. Le clip de cette chanson est le dernier où l'on voit les Spice Girls à cinq. |
| 1999  | "My Strongest Suit"                            | Concept Album produit par Elton John pour la comédie musicale Aida. |
| 1999  | "It's Only Rock 'N' Roll"                      | Single de charité mené par Mick Jagger avec un collectif d'artistes dont les Spice Girls ont fait partie. |

## Vidéos

### VHS/DVD Live
| Title                        | Album details                                                  | Certifications                                  |
| ---------------------------- | -------------------------------------------------------------- | ----------------------------------------------- |
| Girl Power! Live in Istanbul | - Sortie: 1 décembre 1997 - Label: Virgin - Format: VHS, DVD   | - US: Platinum - FRA: Diamond - UK: 5× Platinum |
| Live at Wembley Stadium      | - Sortie: 16 novembre 1998 - Label: Virgin - Formats: VHS, DVD | - US: Platinum - UK: Platinum                   |

### DVD
| Title                                 | Album details                                                  | Certifications                                           |
| ------------------------------------- | -------------------------------------------------------------- | -------------------------------------------------------- |
| One Hour of Girl Power                | - Sortie: 14 avril 1997 - Label: Virgin - Format: VHS          | - CAN: 8× Platinum - FRA: 3× Platinum - UK: 13× Platinum |
| Spice Girls in America : A Tour Story | - Sortie: 7 juin 1999 - Label: Virgin - Formats: VHS           |                                                          |
| Forever More                          | - Sortie: 13 novembre 2000 - Label: Virgin - Formats: VHS, DVD |                                                          |

### Clips videos
| Titre                                             | Année | Réalisateur                      | Notes                                |
| ------------------------------------------------- | ----- | -------------------------------- | ------------------------------------ |
| "Wannabe"                                         | 1996  | Johan Camitz                     |                                      |
| "Say You'll Be There"                             | 1996  | Vaughan Arnell                   |                                      |
| "2 Become 1"                                      | 1996  | Andy Delaney & Monty Whitebloom, |                                      |
| "Mama"                                            | 1997  | Andy Delaney & Monty Whitebloom, |                                      |
| "Who Do You Think You Are"                        | 1997  | Greg Masuak                      |                                      |
| "Who Do You Think You Are" (Comic Relief version) | 1997  | Greg Masuak                      |                                      |
| "Spice Up Your Life"                              | 1997  | Marcus Nispel                    |                                      |
| "Too Much"                                        | 1997  | Howard Greenhalgh                |                                      |
| "Too Much" (Spice World version)                  | 1997  | Howard Greenhalgh                |                                      |
| "Stop"                                            | 1998  | James Brown                      |                                      |
| "(How Does It Feel to Be) On Top of the World?"   | 1998  | NC                               | Among England United                 |
| "Viva Forever"                                    | 1998  | Steve Box                        |                                      |
| "Goodbye"                                         | 1998  | Howard Greenhalgh                |                                      |
| "It's Only Rock 'n Roll (But I Like It)"          | 1999  | NC                               | Among Artists for Children's Promise |
| "Holler"                                          | 2000  | Jake Nava                        |                                      |
| "Let Love Lead the Way"                           | 2000  | Greg Masuak                      |                                      |
| "If You Wanna Have Some Fun"                      | 2000  | Arnaud Boursain                  | Compilation videos                   |
| "Headlines (Friendship Never Ends)"               | 2007  | Anthony Mandler                  |                                      |